# Ring of Hands
Albums de Argent
Argent
(1970) All Together Now
(1972)
Ring of Hands est le deuxième album du groupe britannique de rock Argent. Il est sorti en 1971 sur le label Epic Records.

## Fiche technique

### Chansons
Toutes les chansons sont écrites et composées par Rod Argent et Chris White, sauf mention contraire.
| 1. | Celebration            |                   | 2:55 |
| 2. | Sweet Mary             |                   | 4:06 |
| 3. | Cast Your Spell Uranus | Russ Ballard (en) | 4:31 |
| 4. | Lothlorien             |                   | 7:50 |

| 5. | Chained                  | Russ Ballard | 5:19 |
| 6. | Rejoice                  |              | 3:46 |
| 7. | Pleasure                 |              | 4:52 |
| 8. | Sleep Won't Help Me      |              | 5:11 |
| 9. | Where Are We Going Wrong | Russ Ballard | 4:10 |

### Musiciens
- Rod Argent : orgue, piano, chant sur Celebration, Sweet Mary, Rejoice et Pleasure, chœurs
- Russ Ballard (en) : guitare, chant sur Celebration, Sweet Mary, Cast Your Spell Uranus, Lothlorien, Chained, Sleep Won't Help Me et Where Are We Going Wrong, chœurs, piano sur Cast Your Spell Uranus
- Jim Rodford : basse, guitare, chœurs
- Bob Henrit : batterie, percussions

### Équipe de production
- Rod Argent, Chris White : producteurs
- Jerry Boys : ingénieur du son